# Vila cacica
Vila cacica är en fjärilsart som beskrevs av Otto Staudinger 1886. Vila cacica ingår i släktet Vila och familjen praktfjärilar. Inga underarter finns listade i Catalogue of Life.